# Phoebis philea
Phoebis philea (Linnaeus, 1763) è un lepidottero appartenente alla famiglia Pieridae, diffuso in America Settentrionale, Centrale e Meridionale.

## Descrizione

### Adulto

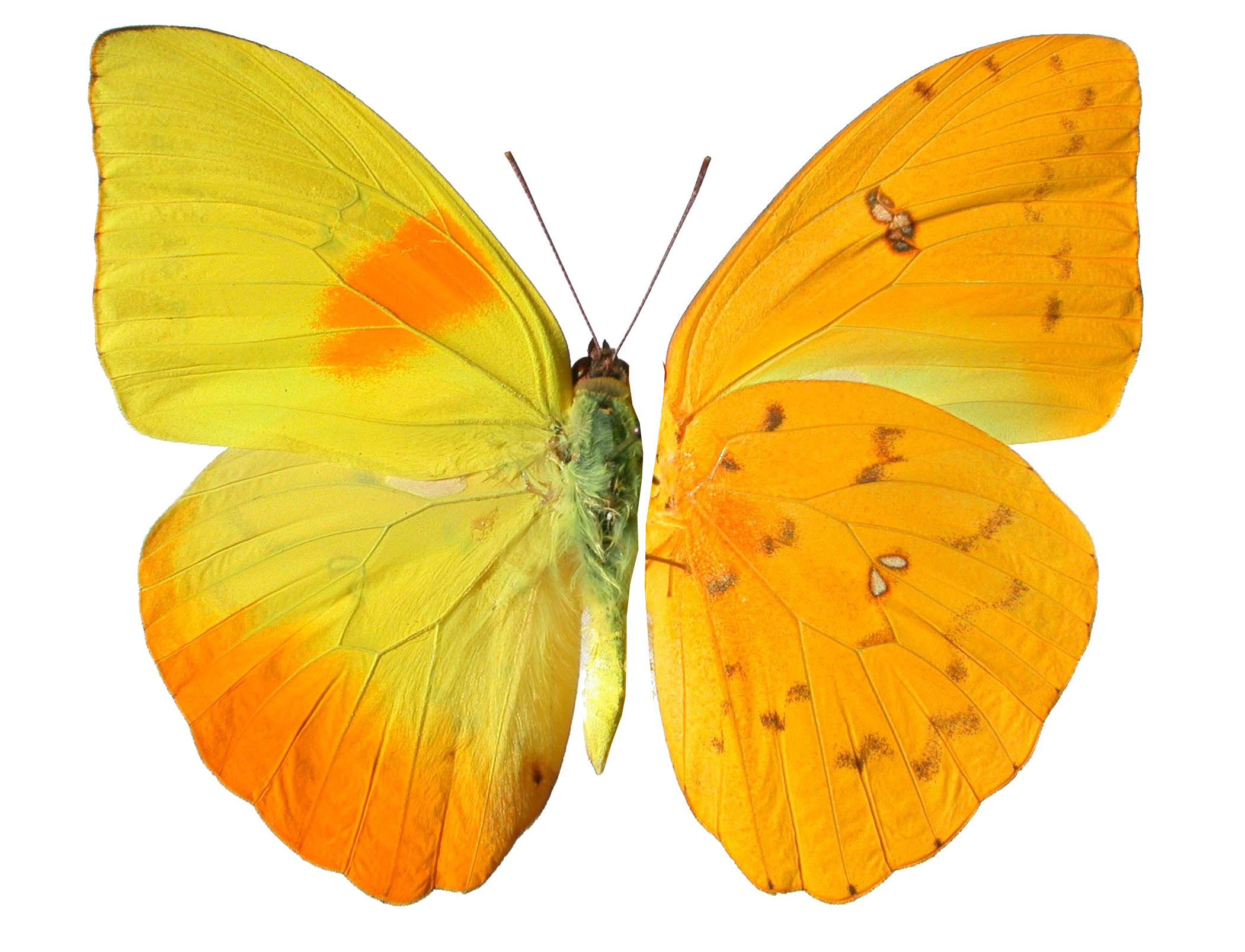
Phoebis philea.

Nei maschi, l'ala anteriore è di colore giallo-arancio, mentre quella posteriore ha margini sfumati di arancione o di rosso. La femmina ha due forme, una bianca e una giallo-arancio, più grandi del maschio. Entrambe presentano, sull'ala anteriore, piccoli punti neri e una fila di macchie nere lungo il termen. La femmina giallo-arancio ha l'ala inferiore gialla soffusa di rosso-arancio.

L'apertura alare varia da 68 a 80 mm.

### Larva
Il bruco raggiunge i 7 cm di lunghezza. Il suo colore dipende dall'alimentazione, e può variare dal rosa al verde. Se si nutre di foglie, è verde con due strisce più scure lungo il corpo; se si nutre di fiori, invece, è giallo con due anelli più scuri Presenta, inoltre, punti rosso-nerastri sui lati.

### Pupa
La pupa ha forma di foglia ed è verde oppure rosa, o talvolta di entrambi i colori.

## Biologia
È una specie che vola in alto e rapidamente, e riposa sempre tenendo le ali chiuse. Migra molto spesso: è in volo per la maggior parte dell'anno e vaga, con piccole soste, durante tutta l'estate.
Questi insetti formano spesso colonie di dozzine di individui. Se percepisce un pericolo, il gruppo si alza in volo compattamente e vola in circolo per alcuni minuti.
La larva si nasconde, durante il giorno, in una specie di tenda creata unendo i lembi delle foglie della pianta nutrice.

### Alimentazione
Gli adulti si nutrono del nettare di piante dal colore rosso, come quelle dei generi Lantana e Impatiens.
Il bruco si accresce su leguminose del genere Cassia L. (Fabaceae).

### Riproduzione
Non esiste un rituale di corteggiamento: la femmina viene intercettata in volo e costretta al suolo, dove avviene la fecondazione. Le femmine depongono uova singole, gialle, circa venti per volta, sulle estremità delle foglie e sui petali dei fiori della pianta ospite.

## Distribuzione e habitat
È presente ai tropici, nelle Americhe, dal Messico al Perù, fino ai Caraibi, tra il livello del mare e i 1.500 metri di quota. È diffusa dal nord del Brasile alla Florida, è rara nel Texas meridionale ed estremamente rara in Colorado, Minnesota, Wisconsin e Connecticut.
L'habitat della specie consiste in macchie tropicali, giardini, campi e limitare delle foreste.

## Tassonomia

### Sottospecie
Sono conosciute tre sottospecie:
- Phoebis philea philea (Linnaeus, 1763) - Amoenitates Acad., 6: 404 - Locus typicus: "Indiis" (= America Settentrionale, Centrale e Meridionale)[1]
- Phoebis philea huebneri Fruhstorfer, 1907 (Phoebus [sic]) - Stettin ent. Ztg. 68(2): [ 286] - Locus typicus: Cuba
- Phoebis philea thalestris (Illiger, 1801) - Mag. Ins. 1: 207 - Locus typicus: Hispaniola
  - Sin.: Papilio philea thalestris Illiger, 1801 Illiger, 1801 (basionimo)

### Sinonimi
Sono stati riportati undici sinonimi:
- Callidryas philea (Godman & Salvin, 1889) - Biol. centr.-amer., Lep. Rhop. 2: 140; Godman & Salvin, 1901 - Biol. centr.-amer., Lep. Rhop. 2: 726; Dyar, 1903 - Bull. U.S. nat. Mus. 52: 7 - Locus typicus: Messico (Sinonimo eterotipico)
- Catopsilia philea ab. irma (Krüger, 1929) - Int. Entomol. Z. 23(4): 59 - Locus typicus: Perù (sinonimo eterotipico)
- Catopsilia philea var. obsoleta (Niepelt, 1920) - Int. Entomol. Z. 14(3): 17 - Locus typicus: Carillo, Costa Rica (sinonimo eterotipico)
- Colias aricia (Godart, 1819) (emend.) - Encycl. méth. 9 (Ins.): 86, 94 (Sinonimo eterotipico)
- Colias corday (Hübner, 1819) (nomen novum) - Verz. bek. Schmett. 1: 99 (Sinonimo eterotipico)
- Colias lollia (Godart, 1819) - Encycl. méth. 9 (Ins.): 86, 94 (Sinonimo eterotipico)
- Papilio aricye (Cramer, 1776) Uitl. Kapellen 1(8): 147, pl. 94, f. A, B - Locus typicus: Suriname (Sinonimo eterotipico)
- Papilio melanippe (Stoll, 1781) in Cramer, Uitl. Kapellen 4 (29-31): 139 pl. 361, f. E, F (spring f.) - Locus typicus: Suriname (Sinonimo eterotipico)
- Papilio philea (Linnaeus, 1763 - Amoenitates Acad., 6: 404 - Locus typicus: "Indiis" (= America Settentrionale, Centrale e Meridionale) (Sinonimo omotipico; basionimo)[1]
- Phoebis philea f. androchroma Bryk, 1953 - Ark. Zool. (n.s.) 5(1): 17, no. 29b. - Locus typicus: Perù
- Phoebis philea philea ab. inornata Dufrane, 1947 - Bull. Annl. Soc. Entomol. Belg. 83(1/2): 65 - Locus typicus: Rio de Janeiro, Brasile